# Erik Sætter-Lassen
Erik Sætter-Lassen (ur. 15 lipca 1892 w Gilleleje, zm. 24 grudnia 1966 w Helleruplund) – duński strzelec, mistrz olimpijski i mistrz świata.
Czterokrotny uczestnik igrzysk olimpijskich (IO 1920, IO 1924, IO 1936, IO 1948). Jedyne olimpijskie podium wywalczył w 1920 roku, gdy został drużynowym złotym medalistą w karabinie wojskowym stojąc z 300 m (skład zespołu: Niels Larsen, Lars Jørgen Madsen, Anders Peter Nielsen, Anders Petersen, Erik Sætter-Lassen). W swoich startach indywidualnych dwukrotnie ukończył zawody na 4. miejscu. W Antwerpii przegrał w dogrywce o brązowy medal (51–56) z Lawrence’em Nuessleinem, zaś 4 lata później przegrał o punkt z brązowym medalistą Josiasem Hartmannem w karabinie małokalibrowym leżąc z 50 m.
Sætter-Lassen zdobył 4 medale mistrzostw świata. Jedyne złoto wywalczył w karabinie wojskowym leżąc z 300 m (1922). Ponadto jest srebrnym medalistą w drużynowym strzelaniu z pistoletu dowolnego z 50 m (1927) i dwukrotnym brązowym medalistą w karabinie dowolnym w trzech postawach z 300 m drużynowo (1922, 1925).
Przez 22 lata był przewodniczącym Duńskiego Związku Strzeleckiego. Jego imieniem nazwano nagrodę, którą przyznawano duńskim strzelcom za wybitne osiągnięcia sportowe.

## Wyniki

### Igrzyska olimpijskie
| Igrzyska       | Konkurencja                                   | Wynik                             | Miejsce | Źródło |
| -------------- | --------------------------------------------- | --------------------------------- | ------- | ------ |
| Antwerpia 1920 | Karabin wojskowy leżąc, 300 m                 | NO                                | NO      | [ 6 ]  |
| Antwerpia 1920 | Karabin wojskowy stojąc, 300 m                | 54 pkt.                           | 4       | [ 2 ]  |
| Antwerpia 1920 | Karabin wojskowy stojąc, 300 m, drużynowo     | 266 pkt. (druż.) 54 pkt. (ind.)   |         | [ 1 ]  |
| Antwerpia 1920 | Karabin małokalibrowy stojąc, 50 m            | 378 pkt.                          | ?       | [ 7 ]  |
| Antwerpia 1920 | Karabin małokalibrowy stojąc, 50 m, drużynowo | 1862 pkt. (druż.) 378 pkt. (ind.) | 4       | [ 8 ]  |
| Paryż 1924     | Karabin dowolny leżąc, 600 m                  | 75 pkt.                           | 46      | [ 9 ]  |
| Paryż 1924     | Karabin dowolny, drużynowo                    | 626 pkt. (druż.) 124 pkt. (ind.)  | 6       | [ 10 ] |
| Paryż 1924     | Karabin małokalibrowy leżąc, 50 m             | 393 pkt.                          | 4       | [ 3 ]  |
| Berlin 1936    | Karabin małokalibrowy leżąc, 50 m             | 293 pkt.                          | 15      | [ 11 ] |
| Berlin 1936    | Pistolet szybkostrzelny, 25 m                 | 18–4 pkt.                         | 22      | [ 12 ] |
| Londyn 1948    | Karabin małokalibrowy leżąc, 50 m             | 588 pkt. (97–98–98–98–100–97)     | 32      | [ 13 ] |

### Medale mistrzostw świata
Opracowano na podstawie materiałów źródłowych:
| Mistrzostwa     | Konkurencja                                     | Wynik                             | Miejsce |
| --------------- | ----------------------------------------------- | --------------------------------- | ------- |
| Mediolan 1922   | Karabin wojskowy leżąc, 300 m                   | 160 pkt.                          |         |
| Mediolan 1922   | Karabin dowolny, trzy postawy, 300 m, drużynowo | 4965 pkt. (druż.)                 |         |
| St. Gallen 1925 | Karabin dowolny, trzy postawy, 300 m, drużynowo | 5099 pkt. (druż.)                 |         |
| Rzym 1927       | Pistolet dowolny, 50 m, drużynowo               | 2491 pkt. (druż.) 482 pkt. (ind.) |         |